# Садомская, Наталья Николаевна
Ната́лья Никола́евна Садо́мская (12 июня 1927, Москва — 9 января 2013, там же) — советский и российский историк и антрополог, участница правозащитного движения.

## Биография
Отец, потомственный инженер, за участие в оппозиции был расстрелян в 1934 году на Украине, мать арестовали по ложному обвинению в 1938 году, она семь месяцев провела в заключении. Наталья Николаевна окончила исторический факультет МГУ (1950), аспирантуру Института этнографии АН СССР. В 1967 году защитила кандидатскую диссертацию по истории Галисии.
Работала младшим научным сотрудником в Институте этнографии АН СССР под началом С. А. Токарева. Вышла замуж за философа Бориса Шрагина. Была среди подписавших письмо в защиту Даниэля и Синявского, против ареста Александра Гинзбурга.
В 1974 году вместе с мужем эмигрировала в США (Шрагин умер в 1990 году). Преподавала в Амхерст-колледже, Куинс-колледже, Йельском и Колумбийском университетах, публиковала статьи по национальным проблемам и национальной политике в СССР, этнографии семьи и др.
По возвращении в Россию в 1994 году преподавала в Центре социальной антропологии в РГГУ, в Международном университете в Москве. Умерла 9 января 2013 года. Урна с прахом захоронена в колумбарии Донского кладбища.